# 盛稔
盛稔（1552年—？），字伯豐，號成西，直隸揚州府儀真縣人，民籍，明朝政治人物。

## 生平
萬曆七年（1579年）己卯鄉試一百十七名，萬曆十四年（1586年）丙戌科會試一百六十三名，登三甲第二百五十二名進士。都察院观政。历官山西平阳府知府，二十六年十月升山东副使，二十九年五月升山西右参政。

## 家族
曾祖盛釗；祖父盛淵；父盛檜。母陳氏；生母李氏。永感下。兄盛科（生员）、盛种、盛若愚（知州）。弟盛稽。